# Priscilla Castro
Priscilla de Souza Castro (Belém, 21 de junho de 1979) é uma jornalista e apresentadora de televisão brasileira.

## Biografia e carreira
Graduada em jornalismo na UFPA, Priscilla começou a carreira em 2002, na TV Liberal, como produtora e repórter. Entre os programas da emissora, apresentou o Liberal Comunidade, É do Pará e o JL2. Atualmente apresenta o JL1 desde 2010.
No dia 28 de setembro de 2019, estreou na bancada do Jornal Nacional, em meio as comemorações de 50 anos do telejornal, representando o Pará, dividindo a bancada com Carlos Tramontina, que representou São Paulo. Em 2020, Priscilla foi escalada para apresentar eventualmente o Jornal Nacional.